# Jakub Szczepański
Jakub Szczepański (ur. 1962) – polski architekt, historyk architektury i konserwator zabytków. 

## Życiorys
Profesor w Katedrze Historii Architektury i Konserwacji Zabytków na Wydziale Architektury Politechniki Gdańskiej, którego jest absolwentem. W latach 2016–2024 był prodziekanem ds. nauki Wydziału Architektury PG. Zajmuje się historią architektury, konserwacją zabytków, współczesnymi problemami Gdańska i innych miast regionu bałtyckiego. Przez kilkanaście lat był związany z Nadbałtyckim Centrum Kultury, gdzie kierował pracami przy odbudowie kościoła św. Jana. Działa w organizacjach pozarządowych, m.in. w Fundacji Komitet Inicjatyw Lokalnych i w Kongresie Ruchów Miejskich. Twórca Cyfrowego Muzeum Wrzeszcza. 6 kwietnia 2021 uzyskał tytuł profesora nauk inżynieryjno-technicznych. Od 2024 pełni funkcję dziekana Wydziału Architektury Politechniki Gdańskiej.